# Mohoua (vogel)
De mohoua (Mohoua ochrocephala)  is een insectenetende vogel die endemisch is het Zuidereiland van Nieuw-Zeeland. De vogel hoort tot hetzelfde geslacht als de witkopmohoua.

## Kenmerken
De mohoua lijkt op de witkopmohoua, maar het mannetje van de mohoua heeft een heldergele borst, hals en kop. Jonge vogels en het vrouwtje hebben minder geel en zijn meer lichtbruin gekleurd. De vogel lijkt een beetje op de geelgors die in Nieuw-Zeeland is ingevoerd. 

## Verspreiding en leefgebied
De mohoua is een vogel van bossen die bestaan uit een soort beuk (Nothofagus fusca) waar hij broedt in de holtes van grote bomen.

## Bedreiging
Kort na de kolonisatie van Nieuw-Zeeland in de 19de eeuw was het een algemene vogel. Daarna verdween de vogel in 75% van het oppervlak van zijn oorspronkelijke verspreiding. De invoering van de hermelijn en de ratten heeft sterk bijgedragen aan de achteruitgang.
Tussen 1982 en 1993 zijn 14 populaties verspreid in het land nauwkeurig gevolgd, hiervan stierf er één uit, vijf gingen ernstig in aantal achteruit, soms tot op de rand van uitsterven, zeven populaties bleven min of meer constant en één populatie ging vooruit. Natuurbeschermingsmaatregelen hebben overigens ook succes gehad. De mohoua is opnieuw ingevoerd op roofdiervrije eilanden en/of natuurreservaten zoals Breaksea-eiland, Codfisheiland, Fiordland en Ulva-eiland. In 2022 werd de totale populatie geschat op 5000 tot 10.000 volwassen individuen. Omdat dit nog allemaal kleine, kwetsbare vogelpopulaties zijn die afhankelijk zijn van beschermingsmaatregelen, wordt de vogel beschouwd als gevoelige soort